# متحف مشوح المشوح للتراث
متحف مشوح المشوح للتراث أحد متاحف مدينة الرياض , أسسه مشوح عبد الرحمن المشوح، يتكون المتحف من مبنى مستقل من دور واحد وقاعة رئيسة وفناء للعرض ضمن منزل المالك بحي الأندلس، تبلغ مساحة القاعة 112 متر مربع مكسوة جدرانها بطبقة من الطين مزخرف بالجص بأشكال هندسية تراثية وقد عرض بها الكثير من القطع منها أدوات الحرب السلاح القديم وأدوات الطهي ومواد البقالة القديمة وأدوات الترحال والسقيا والمكاييل وأجهزة سمعية وأدوات القهوة العربية ومجلس عربي متكامل ومطبوعات قديمة وقاعدة مدفع تاريخه من عام 1205 هـ، وفناء مكشوف عرض به أبواب قديمة ورحى وقرب ماء كما زينت الجدران بتشكيلات صخرية طبيعية.